# Peter Baillie
Peter David Baillie (* 29. November 1933 in Hastings; † 18. Juni 2025 in Wellington) war ein neuseeländischer Operntenor. Er war vor allem für seine 22-jährige Karriere an der Volksoper Wien bekannt, wo er mehr als 70 Rollen sang und 1987 den Ehrentitel Kammersänger erhielt.

## Leben und Karriere

### Kindheit und Ausbildung
Peter Baillie wurde am 29. November 1933 in Hastings, England, geboren und kam als Kind nach Neuseeland. Er wuchs in einer musikalisch geprägten Familie in Havelock North und später in Palmerston North, Neuseeland, auf. Seine musikalische Entwicklung wurde von seiner Mutter, einer begeisterten Hobbysängerin, sowie durch seine frühe Mitwirkung in Kirchen- und Schulchören geprägt. Er studierte kurzzeitig an der Otago University, bevor er sich in Wellington niederließ, wo er eine Ausbildung zum Buchhalter begann und gleichzeitig in Laienmusiktheatern und Chören aktiv blieb. Seine formale Gesangsausbildung begann 1956 bei Donald Munro und wurde später bei Stanley Oliver und John Thompson fortgesetzt.

### Karriere
Baillie trat 1959 der New Zealand Opera Company als festes Ensemblemitglied bei. Er begann mit kleineren Rollen und entwickelte sich zu einem führenden Tenor in Opern wie La traviata, Le nozze di Figaro und Don Pasquale. Er erlangte nationale Bekanntheit als Finalist beim Mobil Song Quest 1959 und wirkte an wichtigen Tourneen mit, die zur staatlichen Förderung der Oper in Neuseeland beitrugen.
Anfang der 1960er Jahre zog Baillie nach Australien, wo er bei der Elizabethan Trust Opera Company sang. Er übernahm unter anderem die Rollen des Tony in West Side Story und des Ferrando in Così fan tutte und arbeitete mit dem Wiener Regisseur Stefan Hermann Haag zusammen, der großen Einfluss auf sein Schauspiel und seine Bühnenpräsenz hatte.
Sein erstes europäisches Engagement hatte er 1966 als Solist beim London Emmanuel Choir. Im selben Jahr trat er in Monteverdis Vespro della Beata Vergine in Barcelona auf. Sein europäischer Agent, Rudolf Raab, wurde ein enger Freund und wichtiger Förderer seiner Karriere.
1966 übersiedelte Baillie nach Wien. Kurz nach seiner Ankunft bestand er erfolgreich das Vorsingen an der Volksoper, wo er mit einem großzügigen Vertrag ins Ensemble aufgenommen wurde. In über zwei Jahrzehnten wirkte er in mehr als 70 Produktionen mit, die von Mozart und Verdi bis zu Operette und zeitgenössischen Werken reichten. 1967 debütierte er in Halka und stieg rasch zu einem gefragten Solisten auf. Bedeutende Rollen waren Albert in Albert Herring, Camille in Die lustige Witwe, Wenzel in Die verkaufte Braut und Basilio in Le nozze di Figaro. Seine Interpretation des Albert wurde als „Meisterleistung“ bezeichnet und trug wesentlich zur Verleihung des Titels Kammersänger 1987 bei.
Baillie gastierte zudem in Barcelona, Brüssel, in den Niederlanden, Deutschland, Norwegen, Großbritannien, Irland, Frankreich, Italien, Spanien, Kroatien (Tournee mit Mahlers Das Lied von der Erde mit dem Zagreber Philharmonieorchester) sowie in den USA (mit dem Mormon Tabernacle Choir). 1979 nahm er an einer Operettentournee der Volksoper durch Japan teil.sowie zahlreichen Festivals, darunter das Dubrovnik Festival, das Wexford Festival, das Glyndebourne Festival, die Salzburger Festspiele, das Adelaide Festival und das Wellington Festival. 
Er arbeitete mit renommierten Orchestern wie den Wiener Philharmonikern. Er trat unter anderem in der Royal Albert Hall in London auf und wirkte in Oratorien wie dem Messiah, dem War Requiem und Franz Schmidts Das Buch mit sieben Siegeln mit.
Baillie war regelmäßig im österreichischen Radio zu hören, unter anderem in der Heinz-Conrads-Show, sowie in Australien und Neuseeland in Liederabenden und Sendungen wie Opera of the Week. 1985 wurde in Wien eine Fernsehdokumentation unter dem Titel *Misc-Entertainment – Peter Baillie’s Vienna* über seine kulturellen Beiträge gedreht. Produziert wurde sie von Peter Coates für TVNZ.
1988 kehrte Baillie nach Neuseeland zurück. Er betonte, er habe sich nicht zurückgezogen, sondern wolle seine europäischen Erfahrungen in die lokale Musikszene einbringen. Er blieb weiterhin in Konzerten und der Ausbildung aktiv.

### Engagement für Wohltätigkeit
Während seiner gesamten Laufbahn trat Baillie regelmäßig für wohltätige Zwecke auf, darunter Kirchen, Kathedralen, Seniorenheime, Gefängnisse und karitative Organisationen. Nach seiner Rückkehr nach Neuseeland sang er über zwanzig Jahre lang in zahlreichen Altersheimen.
Außerdem war er viele Jahre Juror bei den deutschen Sprachwettbewerben der Schulen in Wellington an der Victoria University.

### Privates und Vermächtnis
Baillie war mit Lois Baillie (geb. Noel), einer Australierin, verheiratet. Das Paar hatte zwei Söhne, Donald und Ian. Während seiner Zeit in Wien engagierte sich die Familie in musikalischen und kirchlichen Gemeinschaften.
Peter Baillie verstarb am 18. Juni 2025 im Te Hopai Rest Home in Wellington im Alter von 91 Jahren.

## Ehrungen
- 1987: Verleihung des Ehrentitels Kammersänger durch die Wiener Volksoper[4]

## Aufnahmen
Mit Peter Baillie wurden zahlreiche Aufnahmen von Opern, Oratorien und geistlicher Musik für europäische Labels aufgenommen. Diese Veröffentlichungen wurden ausschließlich in Europa vertrieben. Weitere LPs entstanden unter anderem mit dem London Emmanuel Choir und eine Aufnahme mit Opernduetten mit Teresa Stich-Randall (Westminster WST 17130). Neuseeländische LPs umfassen:
- Favourite Hymns, Arias and Sacred Songs (Kiwi Pacific SLC 141)
- Comfort Ye My People (Kiwi Pacific LC 25)
- Festive Season (Festival Singers PR 1030) und mit dem Orpheus Choir
- He Came Singing Love (Viking VP 449)[9]